# Knikkerdorp
Knikkerdorp is een gehucht tussen de dorpen Wellerlooi en Well, in de Nederlandse provincie Limburg.
Enkele kilometers naar het zuiden ligt een buurtschap in Arcen dat dezelfde naam draagt.

## Betekenis van de naam
De naam Knikkerdorp is vermoedelijk een verwijzing naar de kwaliteit van de aardappelen waarvan werd gezegd dat die als knikkers uit de grond kwamen.
Dorpen: Afferden · Nieuw Bergen · Siebengewald · Well · Wellerlooi

Buurtschappen en gehuchten: Aijen · Beekheuvel · Bergen · Bergsche Heide · Bleijenbeek · Bosscherheide · Elsteren · Gening · Groote Horst · Hengeland · Heukelom · Kamp · Kleine Horst · Knikkerdorp · Koekoek · Lakei · 't Leuken · Op de Belt · Rimpelt · Smal · Tuindorp · Vrij · Zeelberg